# シー・ユー・アゲイン
「See You Again」は、2015年3月10日に発売されたウィズ・カリファのシングル。発売元はAtlantic Records（Warner Music Group）。
映画『ワイルド・スピード SKY MISSION』主題歌に起用され、世界数か国で音楽チャート1位を記録した。

## 収録曲
1. (シー・ユー・アゲイン)See You Again featuring Charlie Puth [3:50]
Produced by DJ Frank E, Charlie Puth, Andrew Cedar
(作詞・作曲：Justin Franks, Charlie Puth, Cameron Thomaz / Strings Arrangement：Brian Tyler)
  - 映画『ワイルド・スピード SKY MISSION』主題歌。客演にCharlie Puthが参加している。この映画の撮影中に事故死した俳優・ポール・ウォーカーに捧げた曲。発売後、Billboard Hot 100歴代2位タイとなる14週連続1位を記録していた「UpTown Funk」（Mark Ronson featuring Bruno Mars）を抑え、1位を記録[1]。6週連続チャート1位を記録後、6月6日付のチャートでBad Blood（Taylor Swift featuring Kendrick Lamar）に1位を記録されたものの、翌週に再び1位に返り咲いた。7月18日まで再び6週連続1位を記録した。12度のチャート1位は、ラップの楽曲としては歴代最多タイ（2002年のEminem「Lose Yourself」と2009年のThe Black Eyed Peas「Boom Boom Pow」が記録）となった[2]。
  - 本作のミュージック・ビデオは2017年7月、PSY「江南スタイル」の記録を塗り替え、YouTubeでの再生回数が歴代1位となった[3][4][5]が、同年8月にルイス・フォンシ（英語版） featuring ダディー・ヤンキー「デスパシート」に破られた[6]。

## 受賞・ノミネート
| 年     | 音楽賞                                         | 賞                                       | 結果       |
| ------ | ---------------------------------------------- | ---------------------------------------- | ---------- |
| 2015年 | MTV Video Music Awards                         | 最優秀ヒップホップ・ビデオ賞             | ノミネート |
| 2015年 | MTV Video Music Awards                         | 最優秀コラボレーション賞                 | ノミネート |
| 2015年 | アメリカン・ミュージック・アワード・オブ・2015 | 最優秀楽曲賞                             | ノミネート |
| 2015年 | アメリカン・ミュージック・アワード・オブ・2015 | 最優秀コラボレーション賞                 | ノミネート |
| 2015年 | 2015・ティーン・チョイス・アワード             | R&B・ヒップホップ・ソング部門            | 受賞       |
| 2015年 | 2015・ティーン・チョイス・アワード             | コラボレーション部門                     | ノミネート |
| 2015年 | 2015・ティーン・チョイス・アワード             | 映画・TV番組楽曲部門                     | 受賞       |
| 2016年 | 第58回グラミー賞                               | 最優秀楽曲賞                             | ノミネート |
| 2016年 | 第58回グラミー賞                               | 最優秀デュオ・グループ・パフォーマンス賞 | ノミネート |
| 2016年 | 第58回グラミー賞                               | 最優秀ビジュアル・メディア・ソング賞     | ノミネート |
| 2016年 | 第21回クリティクス・チョイス・アワード         | 歌曲賞                                   | 受賞       |
| 2016年 | 第74回ゴールデングローブ賞                     | 主題歌賞                                 | ノミネート |
| 2016年 | ASCAP・ポップ・ミュージック・アワード          | 最優秀パフォーマンス・ソング賞           | 受賞       |
| 2016年 | iHeartRadio・ミュージック・アワード            | 最優秀作詞賞                             | ノミネート |
| 2016年 | iHeartRadio・ミュージック・アワード            | 最優秀コラボレーション賞                 | ノミネート |
| 2016年 | iHeartRadio・ミュージック・アワード            | 最優秀映画楽曲賞                         | ノミネート |
| 2016年 | 2016・キッズ・チョイス・アワード               | フェイバリット・コラボレーション賞       | 受賞       |